# ヘンリー五世 (1989年の映画)
『ヘンリー五世』（Henry V ）は、1989年制作のイギリス映画。シェイクスピアの戯曲『ヘンリー五世』をケネス・ブラナーが監督・主演して映画化した。

## ストーリー
イングランド国王ヘンリー五世は、フランス国の領土所有権が自分にあると主張し、フランスに領土の返還を求める。しかし、フランス皇太子は使節モントジョイを送って、ヘンリー五世をからかった品物を届ける。怒ったヘンリー五世は、軍隊を集め、フランスに上陸させる。その数は6千。しかし、遠征の疲労と雨のせいで、イングランド軍は窮地に陥っていた。そのころ、フランス国からは王軍司令官（英：コンスタブル、仏：コネターブル、おそらくシャルル・ダルブレ）がイングランド軍迎撃を命じられ、10万の大軍を率いてイングランド軍討伐に向かう。開戦前夜、ヘンリー五世は自軍の人々を鼓舞し、励ました。反対に、フランス軍はイングランド軍を侮っていた。
折りから雨が降っており、開戦前夜は土砂降りになっていた。開戦当日、地面はぬかるんでいた。イングランド軍のほとんどが歩兵であるのに対し、フランス軍のほとんどは騎兵であったため、その多くはぬかるんだ地面で滑ってしまい、重い鎧のために立ち上がることができず、イングランド軍に殲滅される状況となった。王軍司令官もここで戦死した。
戦死者は、イングランド軍からは25人。フランス軍からは1万人という、奇跡的な勝利であった。

## キャスト
- ヘンリー5世：ケネス・ブラナー
- フランス王シャルル6世：ポール・スコフィールド
- フルーエリン：イアン・ホルム
- 語り手：デレク・ジャコビ
- クイックリー：ジュディ・デンチ
- キャサリン：エマ・トンプソン
- バードルフ：リチャード・ブライアーズ
- フォルスタッフ：ロビー・コルトレーン
- フォルスタッフの小姓：クリスチャン・ベール
- オルレアン公：リチャード・クリフォード
- フランス皇太子：マイケル・マロニー
- イーリー司教：アレック・マッコーエン

## 史実との違い
- 実際には、イギリス側の死者は500人を超え、フランス軍の死者は7000人ほどであったとされている。

## 音楽
音楽はパトリック・ドイルが作曲した。演奏はサイモン・ラトル指揮のバーミンガム市交響楽団による（ロンドンのオーケストラによる映画音楽のレコーディングは珍しくないが、本作ではイギリスの地方のオーケストラが起用されている）。
ドイルは映画本編中にも出演しており、アジャンクールの戦いの終結後に兵士たちが聖歌「ノン・ノビス」を歌う場面で、最初に歌いだすのがドイルである。